# Plusioglyphiulus boutini
Plusioglyphiulus boutini är en mångfotingart som beskrevs av Jean-Paul Mauriès 1970. Plusioglyphiulus boutini ingår i släktet Plusioglyphiulus och familjen Glyphiulidae. Inga underarter finns listade i Catalogue of Life.